# Demetrios Christodoulou
Demetrios Christodoulou (Atene, 19 ottobre 1951) è un matematico e fisico greco naturalizzato statunitense, rinomato nel campo della relatività generale per la sua dimostrazione, insieme a Sergiu Klainerman, della stabilità non lineare dello spaziotempo di Minkowski della relatività speciale nella struttura della relatività generale.

## Biografia
Christodoulou nacque ad Atene e conseguì il suo dottorato all'Università di Princeton sotto la direzione di John Archibald Wheeler.  Insegnò all'Università di Syracuse, al Courant Institute e a Princeton, con lavori assegnati a Caltech e al CERN.  Attualmente si trova alla facoltà dell'ETH Zurich, in Svizzera.
Nel 1991 ha pubblicato un articolo che dimostra che le masse di prova di un rivelatore di onde gravitazionali subiscono spostamenti relativi permanenti dopo il passaggio di un treno di onde gravitazionali, un effetto che è stato chiamato "effetto memoria non lineare".
Nel 1993, pubblicò come coautore un libro insieme a Klainerman dove la difficile dimostrazione del risultato di stabilità viene straordinariamente spiegato nei dettagli.  In questo anno fu nominato membro del MacArthur.  Beneficiò del Bôcher Memorial Prize, il più alto riconoscimento della Società Matematica Americana, ed è membro della Accademia Americana di Arti e Scienze, fra le numerose altre onorificenze. Nel 2007 pubblicò un libro sulla formazione delle onde d'urto nei fluidi tridimensionali. Nel 2008 ebbe il premio Tomalla in gravitazione e cosmologia. Nel 2009 pubblicò un libro dove viene dimostrato una conseguenza che completa il risultato di stabilità. Vale a dire che un flusso sufficientemente forte di onde gravitazionali in arrivo conducono alla formazione di un buco nero. 
Nel 2011 ha ricevuto il premio Shaw per la Mathematica.